# Kościół Podwyższenia Krzyża Świętego w Świedziebni
Kościół Podwyższenia Krzyża Świętego – rzymskokatolicki kościół parafialny należący do parafii św. Bartłomieja w Świedziebni (dekanat rypiński diecezji płockiej).
Obecna murowana świątynia została zbudowana w latach 1876–1879 zapewne według projektu architekta L. Gosławskiego z Płocka. Uroczyście została konsekrowana w 1879 roku przez biskupa sufragana płockiego Aleksandra Gintowta-Dziewałtowskiego. W 2015 roku została odnowiona malatura na suficie wykonana przez Drapiewskich i freski wokół ołtarza głównego. Zostało wymienione pokrycie dachowe, natomiast w oknach kościoła zostały wstawione witraże.

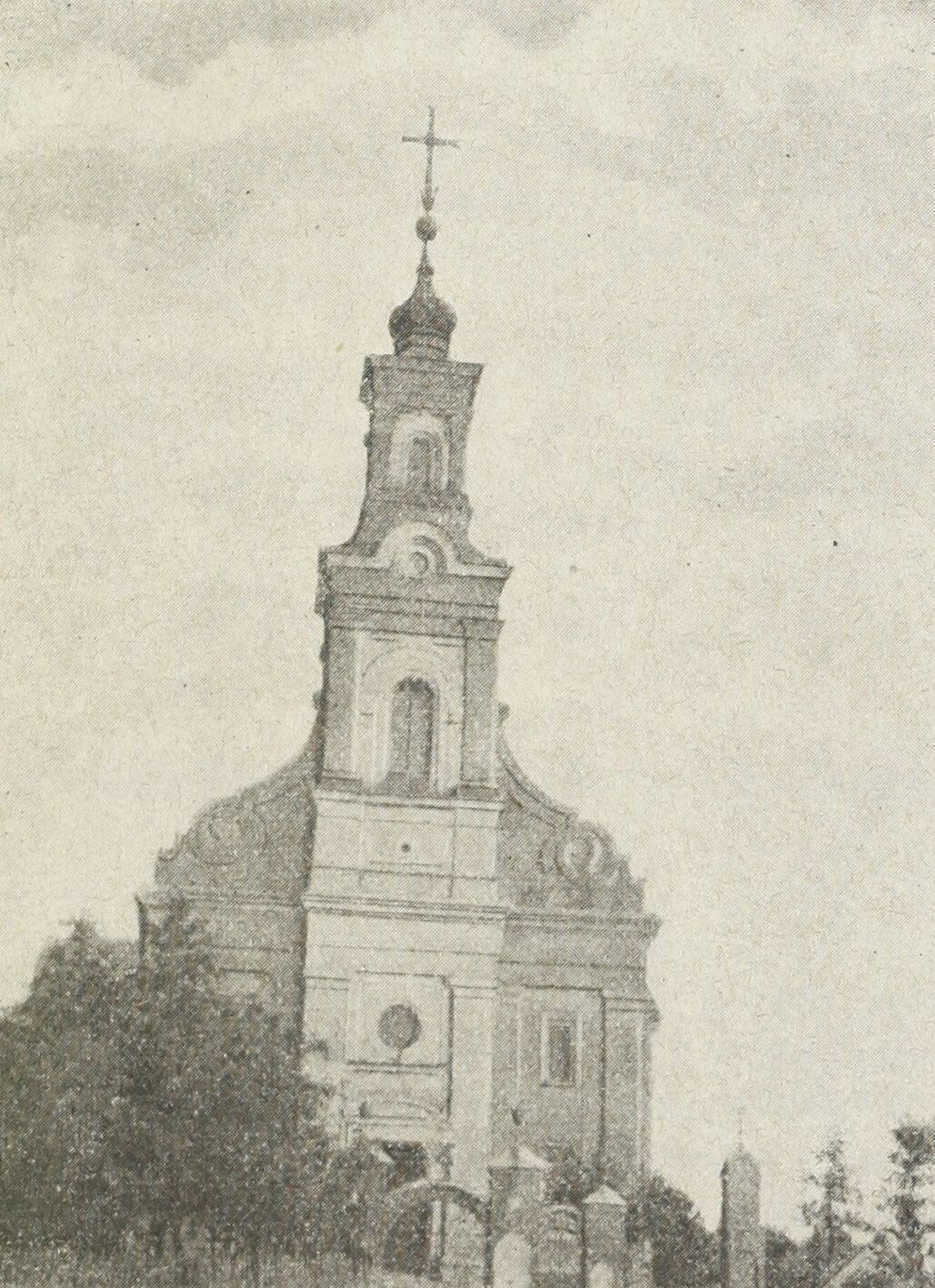
Widok kościoła przed 1909

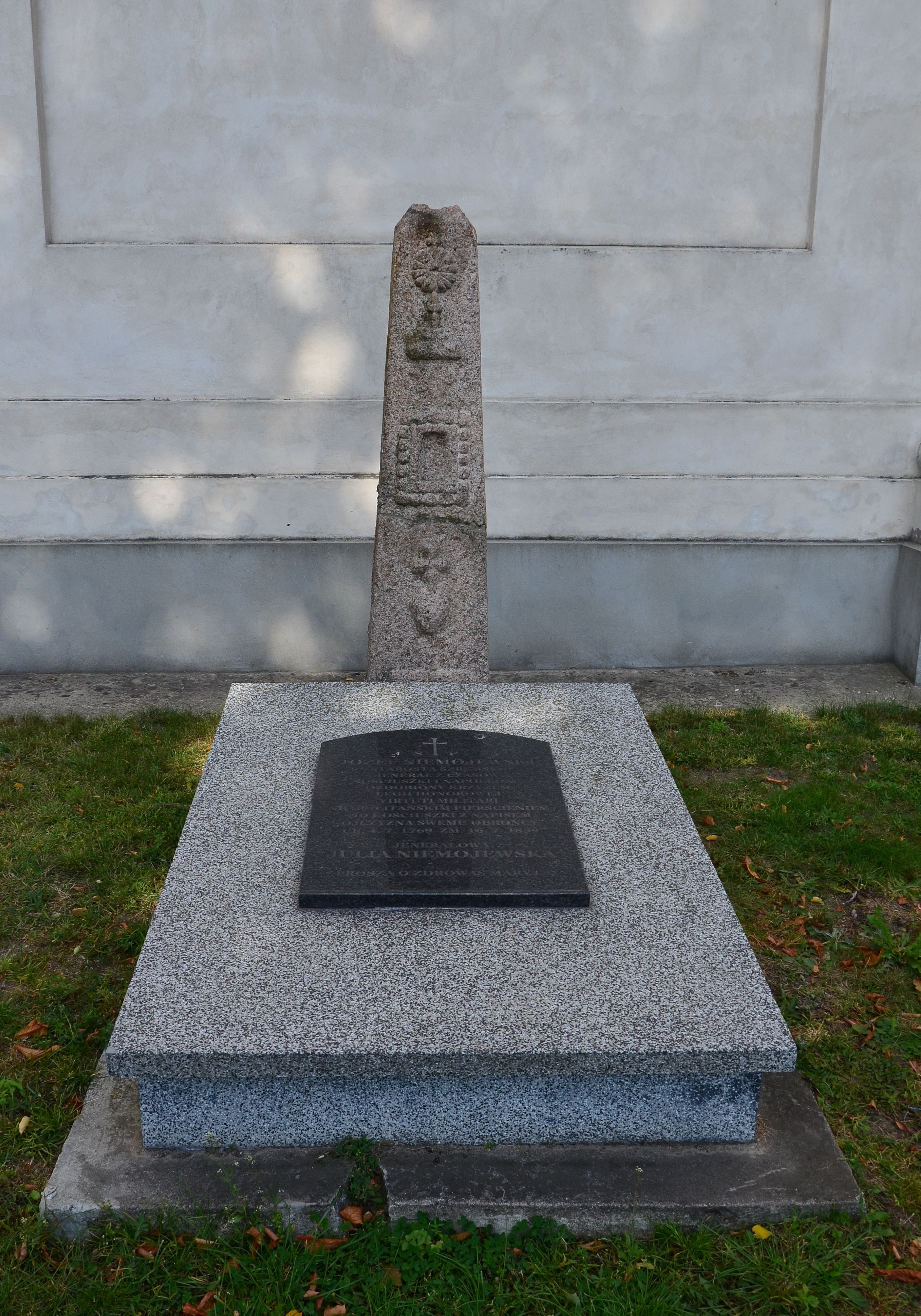
Grób generała Józefa Niemojewskiego na cmentarzu przykościelnym

Świątynia znajduje się na niewielkim wzniesieniu, w centralnej części wsi. Przy południowej elewacji kościoła jest umieszczony grób Józefa Niemojewskiego (1769-1839) – starosty śremskiego, generała insurekcji kościuszkowskiej i Księstwa Warszawskiego. Kościół reprezentuje styl neoklasycystyczny, jest orientowany, wybudowany został na planie krzyża łacińskiego z kwadratową wieżą od strony zachodniej, transeptem oraz półkoliście zamkniętym prezbiterium od strony wschodniej. Bryła świątyni składa się z trzech elementów: prezbiterium, masywnego korpusu nawowego z transeptem, a z przodu dominującej, czterokondygnacyjnej wieży. Kościół jest murowany, wzniesiony z cegły, otynkowany, artykulacja elewacji jest wyznaczona przez pilastry między którymi znajdują się otwory okienne i drzwiowe, elewacja jest zwieńczona płaskim fryzem i czterouskokowym gzymsem koronującym. Elewacja frontowa (czyli zachodnia) jest trzyosiowa, posiada wieżę w osi środkowej. W przyziemiu znajduje się centralnie umieszczony portal główny, nad którym znajduje się okulus. Strefa środkowa, z otworem okiennym umieszczonym na osi i ze spływami wolutowymi ujmującymi wieżę, jest zwieńczona gzymsem z półkolistym zagierowaniem. Strefa górna z otworami dzwonnymi, jest zwieńczona baniastym dachem hełmowym. Do wyposażenia świątyni należą ołtarz główny i dwa ołtarze boczne powstałe około 1879 roku, feretrony ludowe: ozdobiony rzeźbą św. Barbary (XIX wiek); ozdobiony obrazami świętych Katarzyny i Walentego (ok. połowa XIX wieku), krucyfiks w stylu barokowym (XVIII wiek); barokowo-ludowe anioły (XVIII wiek); krucyfiksy ludowe (wykonane w XVIII i XIX wieku), kielichy: w stylu późnorenesansowym (1. połowa XVII wieku); w stylu regencyjnym (około 1730 rok), relikwiarz wykonany w 1877 roku i oznaczony cechą Norblina, złotnika z Warszawy, monstrancja w stylu eklektycznym (około połowy XIX wieku), oznaczona cechą miejską Poznania oraz monogramem J B i nazwiskiem Brygier (zapewne złotnika). W apsydzie prezbiterium jest umieszczona polichromia z 1960 roku wykonana przez Zbigniewa Łoskota.